# Szilvásvárad
Szilvásvárad ist eine ungarische Gemeinde im Kreis Bélapátfalva im Komitat Heves.

## Geografische Lage
Szilvásvárad liegt in Nordungarn, 23 Kilometer nördlich des Komitatssitzes Eger und 6 Kilometer nordöstlich der Kreisstadt Bélapátfalva. Nachbargemeinden sind Bükkmogyorósd und Nagyvisnyó.

## Verkehr
Szilvásvárad liegt an der Bahnstrecke Eger–Putnok. Zwischen Eger und Szilvásvárad verkehren vier Zugpaare, auf dem restlichen Abschnitt nach Putnok wurde der Personenverkehr 2009 eingestellt.

## Sehenswürdigkeiten
Szilvásvárad ist das Tourismuszentrum am westlichen Rand des Bükk-Gebirges.
- Reformierte Rundkirche,  erbaut nach Plänen von József Hild um 1840 im Stil des Klassizismus
- Römisch-katholische Kapelle Borromeo Szent Károly püspök
- Heimatmuseum im Mihály-Orbán-Haus
- Waldmuseum
- Szalajka-Eisenbahn
- Schloss Erdődy-Pallavicini, erbaut um 1860, heute als Hotel genutzt
- Lipizzanergestüt, vom Markgrafen Pallavicini 1888 gegründet[3]

## Städtepartnerschaft
Seit 1989 besteht zwischen Szilvásvárad und dem Berliner Bezirk Steglitz-Zehlendorf eine Städtepartnerschaft. Seit 2009 findet im jährlichen Wechsel eine Internationale Kinder- und Jugendbegegnung mit ungarischen und deutschen Kindern und Jugendlichen statt.

## Bilder

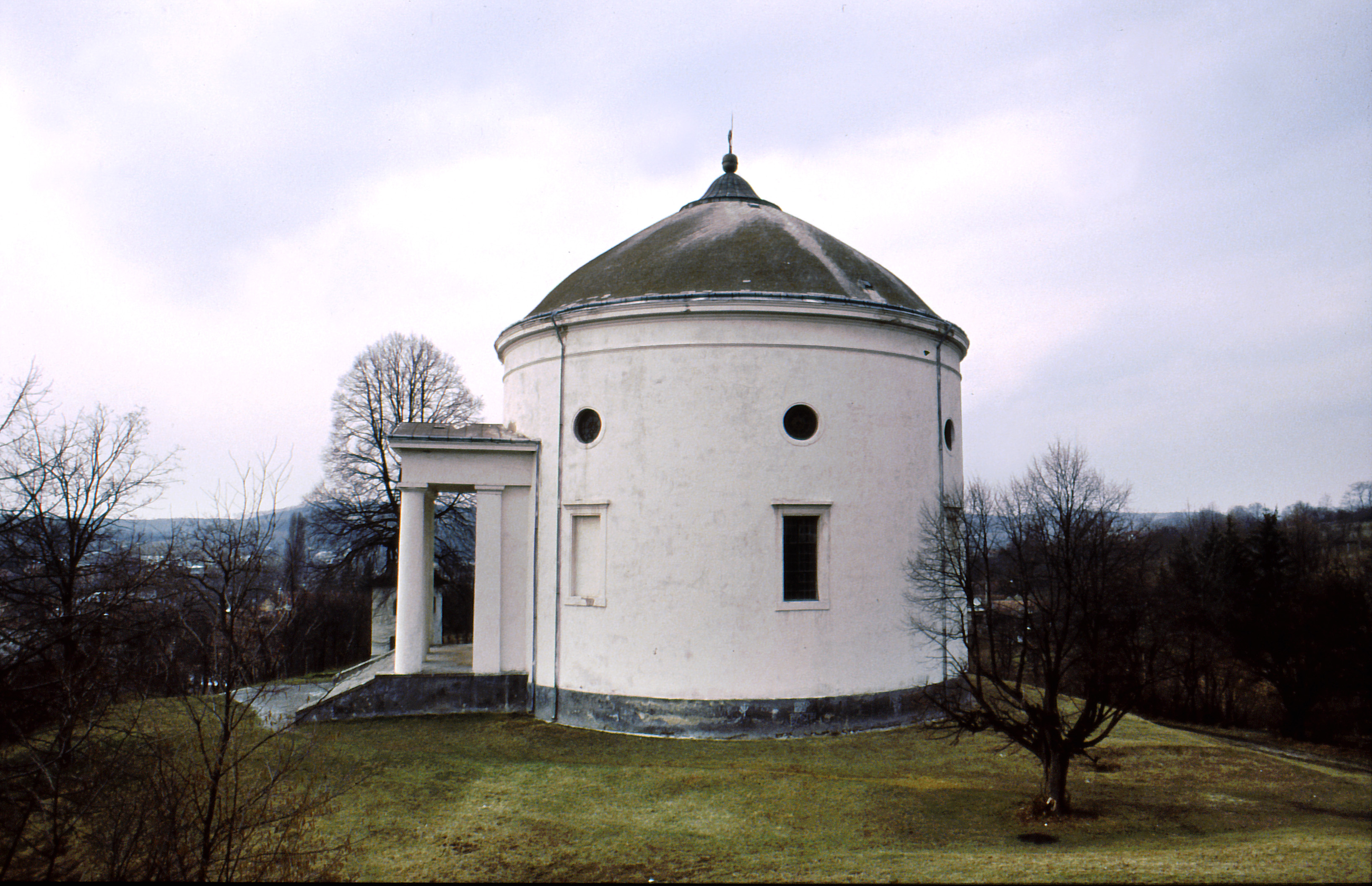
Reformierte Rundkirche
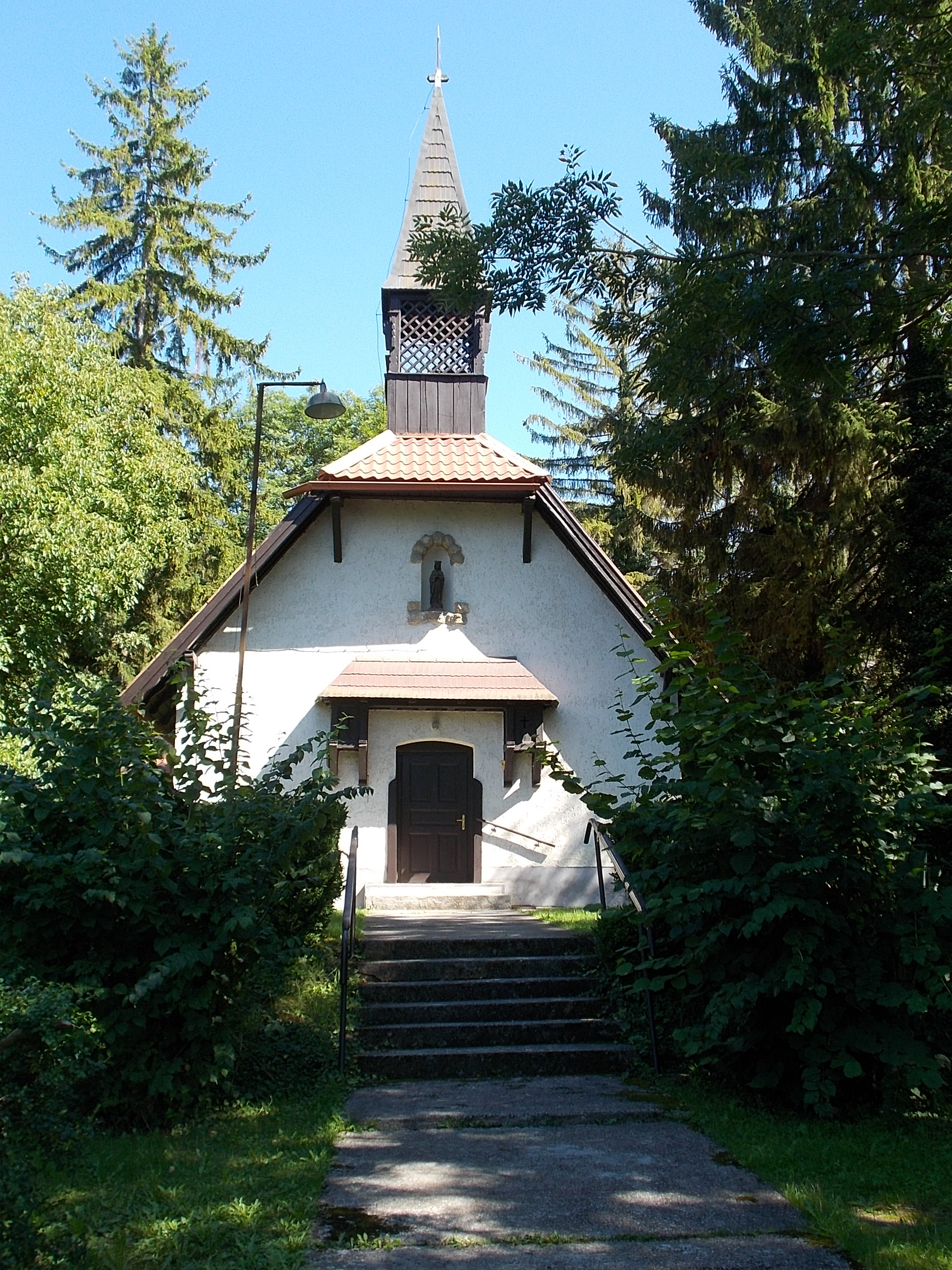
Römisch-katholische Kapelle Borromeo Szent Károly püspök
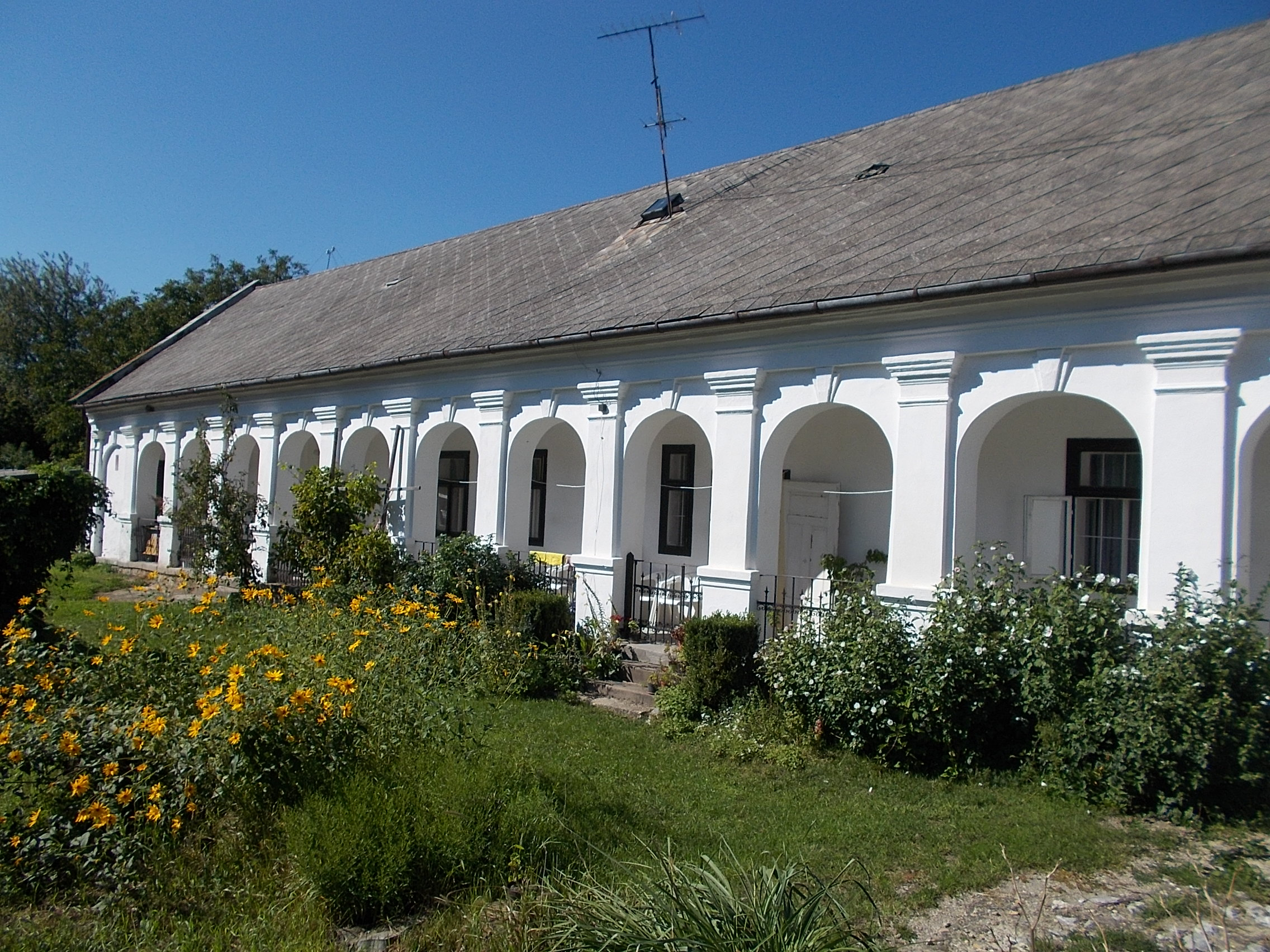
Mihály-Orbán-Haus (Heimatmuseum)
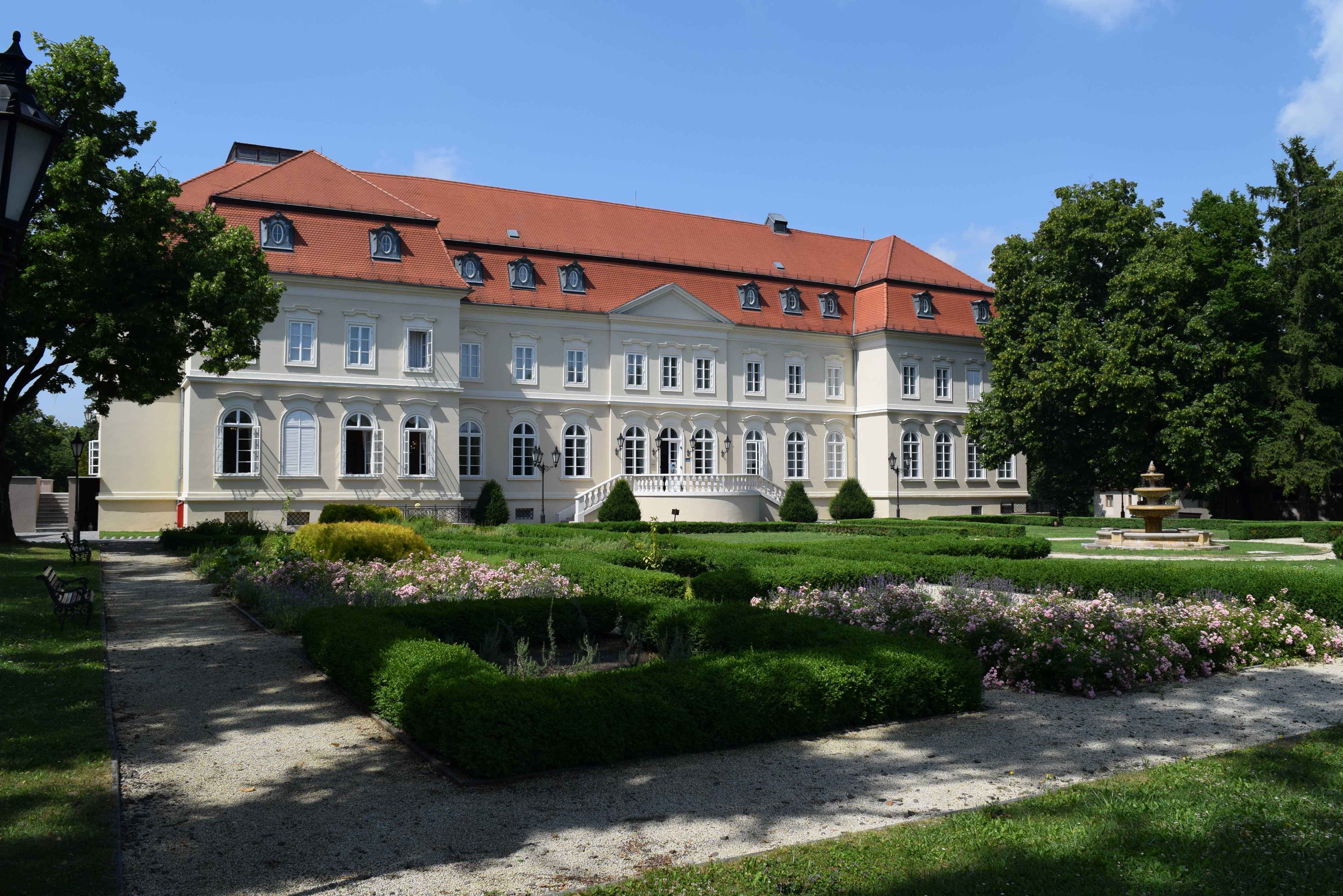
Schloss Erdődy-Pallavicini
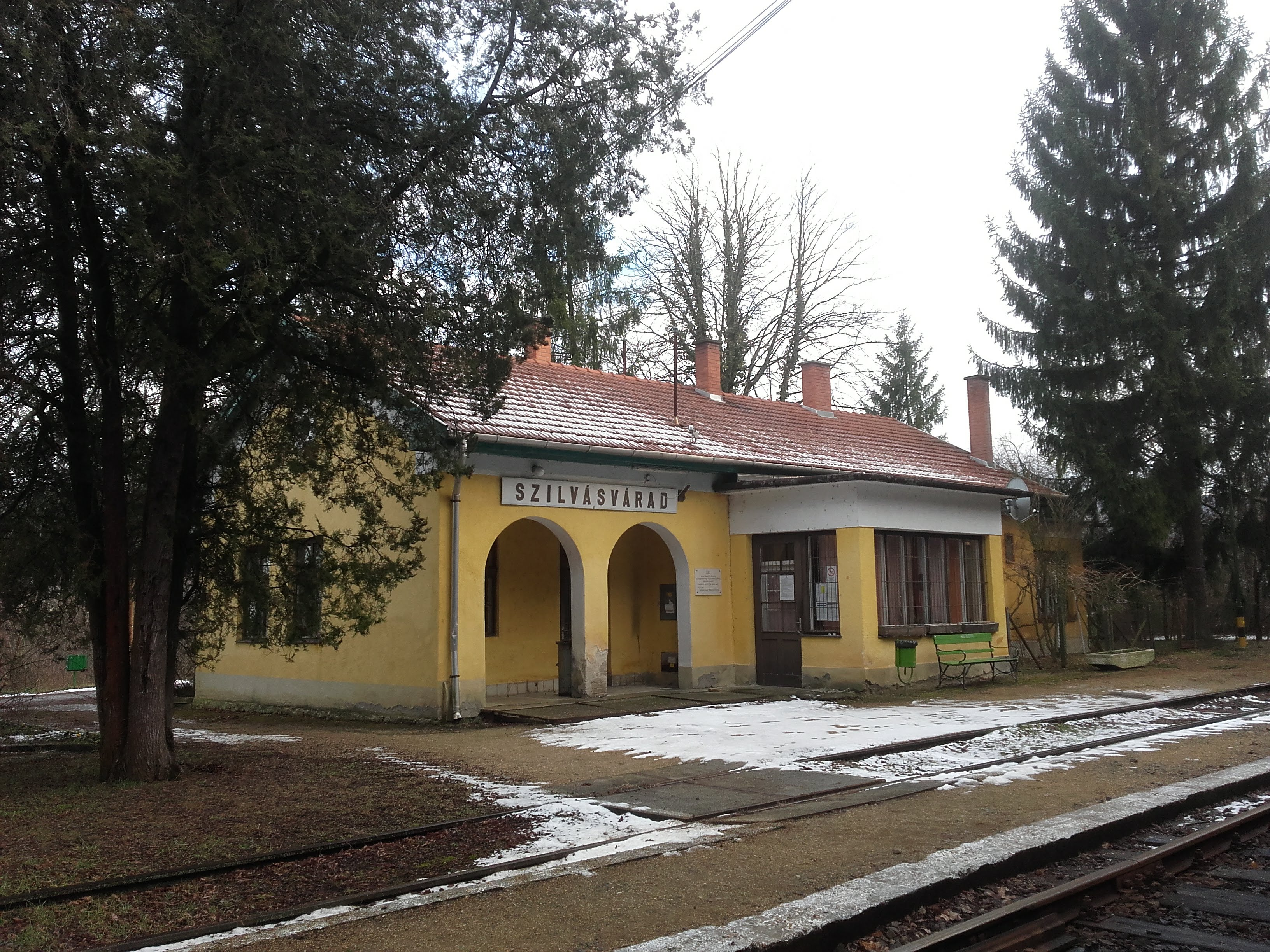
Bahnhof Szilvásvárad